# C3orf52
C3orf52 (англ. Chromosome 3 open reading frame 52) – білок, який кодується однойменним геном, розташованим у людей на 3-й хромосомі. Довжина поліпептидного ланцюга білка становить 217 амінокислот, а молекулярна маса — 24 295.
| 10         |  | 20         |  | 30         |  | 40         |  | 50         |
| ---------- |  | ---------- |  | ---------- |  | ---------- |  | ---------- |
| MDLAQPSQPV |  | DELELSVLER |  | QPEENTPLNG |  | ADKVFPSLDE |  | EVPPAEANKE |
| SPWSSCNKNV |  | VGRCKLWMII |  | TSIFLGVITV |  | IIIGLCLAAV |  | TYVDEDENEI |
| LELSSNKTFF |  | IMLKIPEECV |  | AEEELPHLLT |  | ERLTDVYSTS |  | PSLGRYFTSV |
| EIVDFSGENA |  | TVTYDLQFGV |  | PSDDENFMKY |  | MMSEELVLGI |  | LLQDFRDQNI |
| PGCESLGLDP |  | TSLLLYE    |  |            |  |            |  |            |

A: Аланін

C: Цистеїн

D: Аспарагінова кислота

E: Глутамінова кислота

F: Фенілаланін

G: Гліцин

H: Гістидин

I: Ізолейцин

K: Лізин

L: Лейцин

M: Метіонін

N: Аспарагін

P: Пролін

Q: Глутамін

R: Аргінін

S: Серин

T: Треонін

V: Валін

W: Триптофан

Задіяний у такому біологічному процесі, як альтернативний сплайсинг. 
Локалізований у мембрані, ендоплазматичному ретикулумі.